# 스코티시 프리미어리그 2012-13
스코틀랜드 프리미어리그 2012-13 시즌은 스코틀랜드 프리미어리그의 15번째 시즌이다. 2012년 8월 4일부터 2013년 5월 19일까지 진행됐다.